# Hermès (sculpture)
Pour les articles homonymes, voir Hermès (homonymie).
Un hermès (en grec ancien ἑρμῆς, au pluriel ἑρμαῖ) est un buste surmontant un bloc quadrangulaire, parfois sculpté de manière grossière, représentant souvent le dieu Hermès coupé droit aux épaules, et généralement orné d'un phallus.
Ces sculptures avaient en Grèce antique la double fonction de sanctifier et de marquer les limites (seuils, carrefours, etc.). Les hermès furent copiés à partir de la Renaissance dans la sculpture occidentale.
Ils sont l'équivalent des termes de la Rome antique.
Voir l'affaire des Hermocopides.

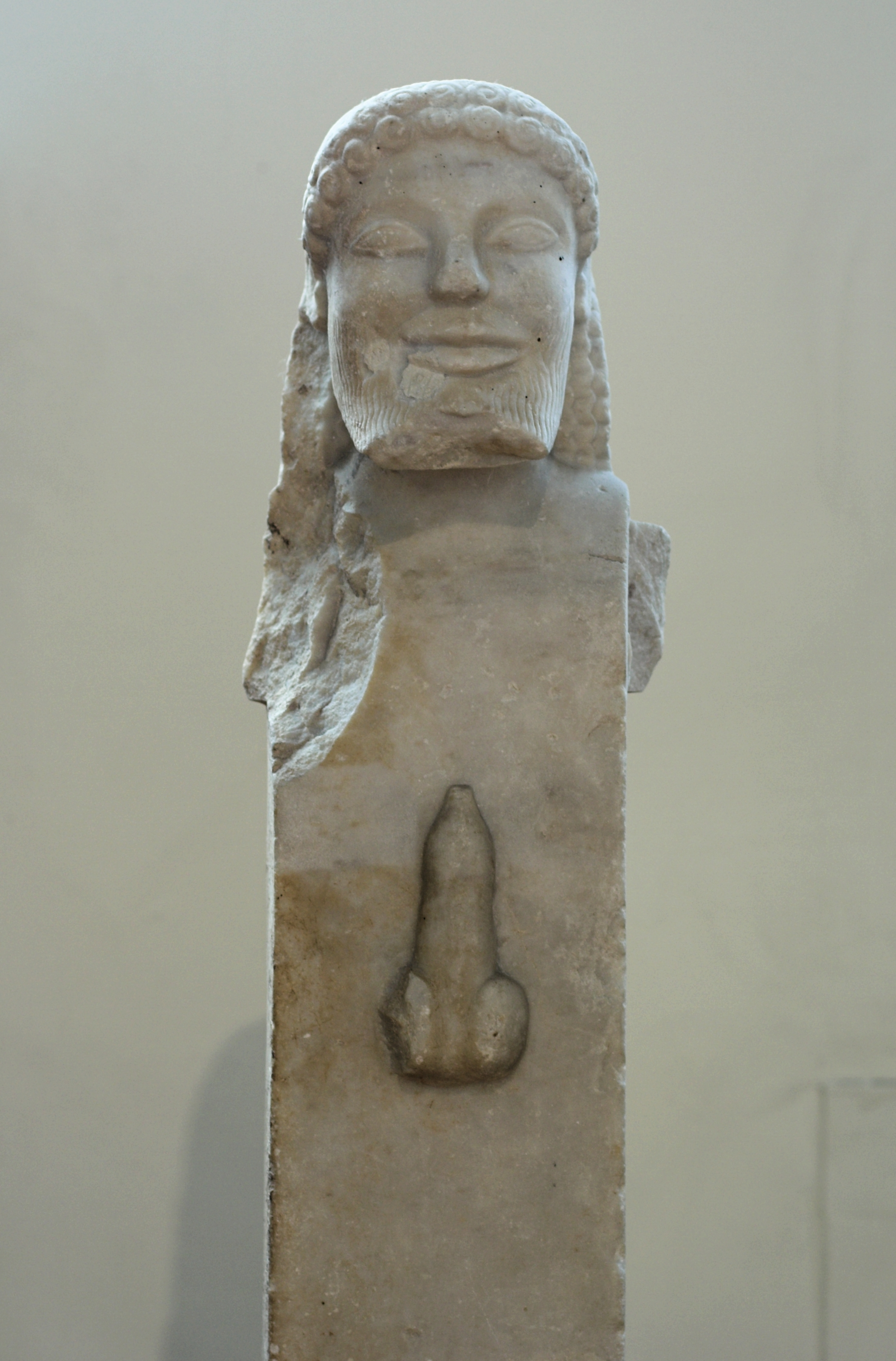
Hermès ithyphallique de Sifnos. v. 520 av. J.-C., Musée national archéologique d'Athènes.
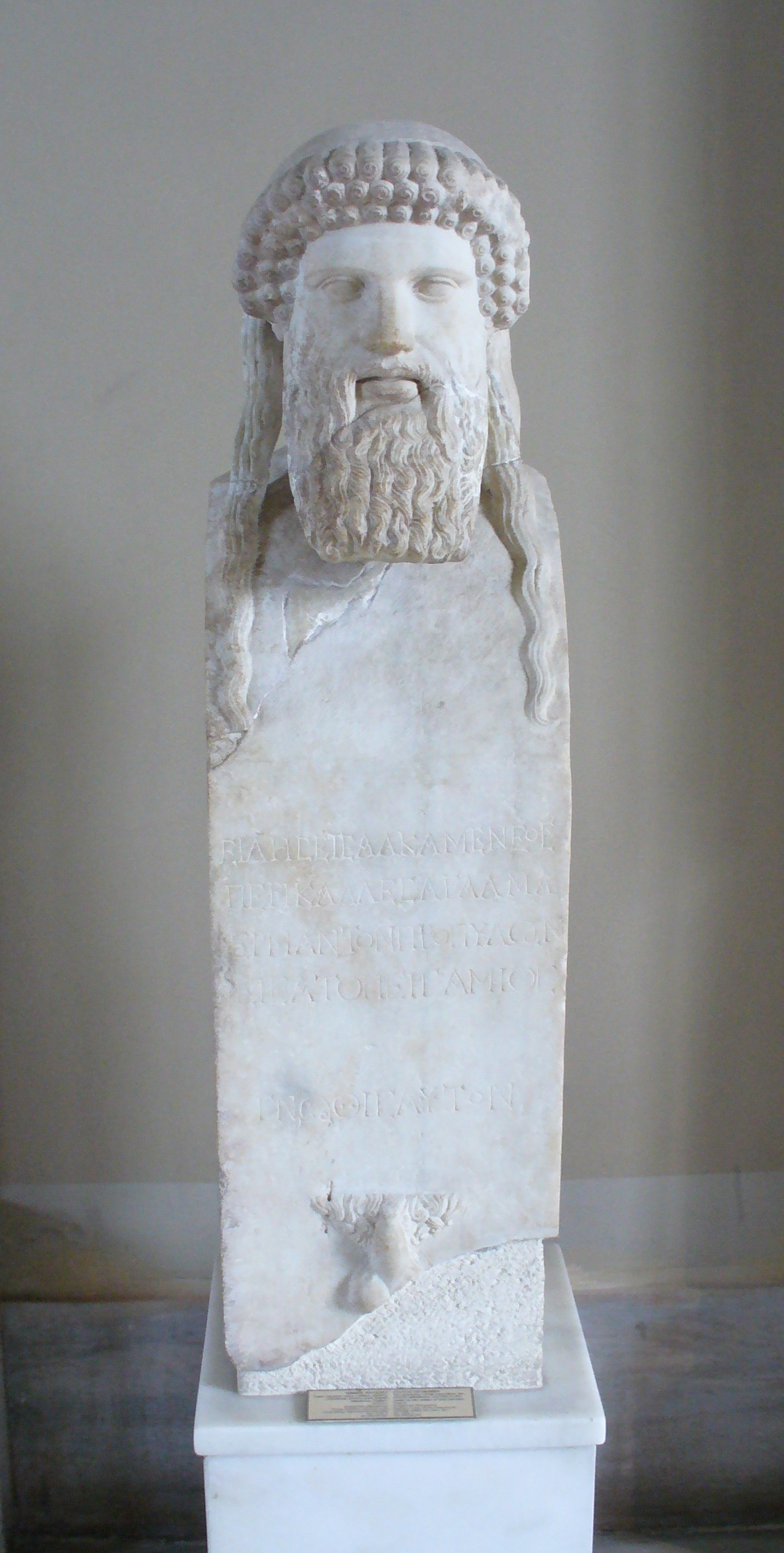
Un hermès attribué ou relié à l'Hermès des Propylées d'Alcamène. Ve siècle av. J.-C. ; copie : Pergame, IIe siècle ap. J.-C.
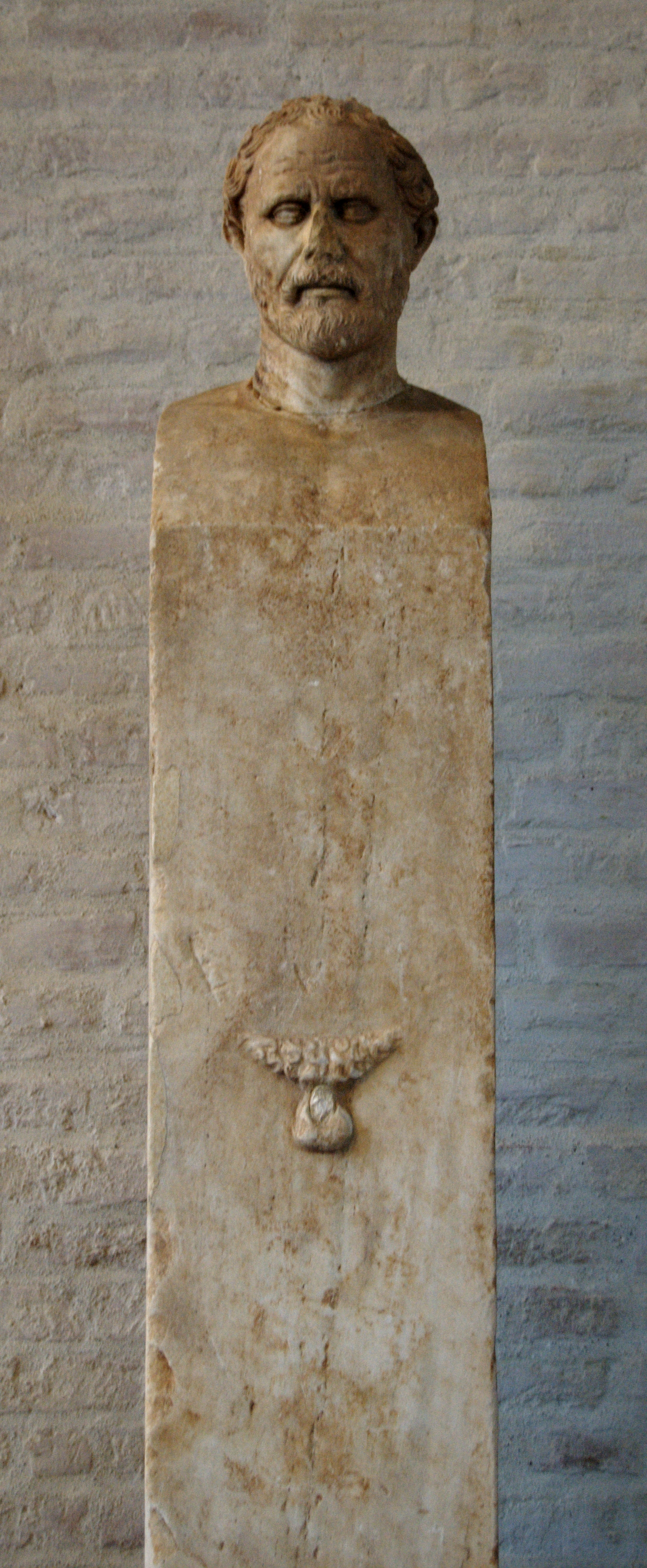
Hermès de Démosthène. Copie, 1520, d'après la sculpture de Polyeuktos perdue, v. 280 av. J.-C., près de l'autel des douze dieux sur l'Agora.
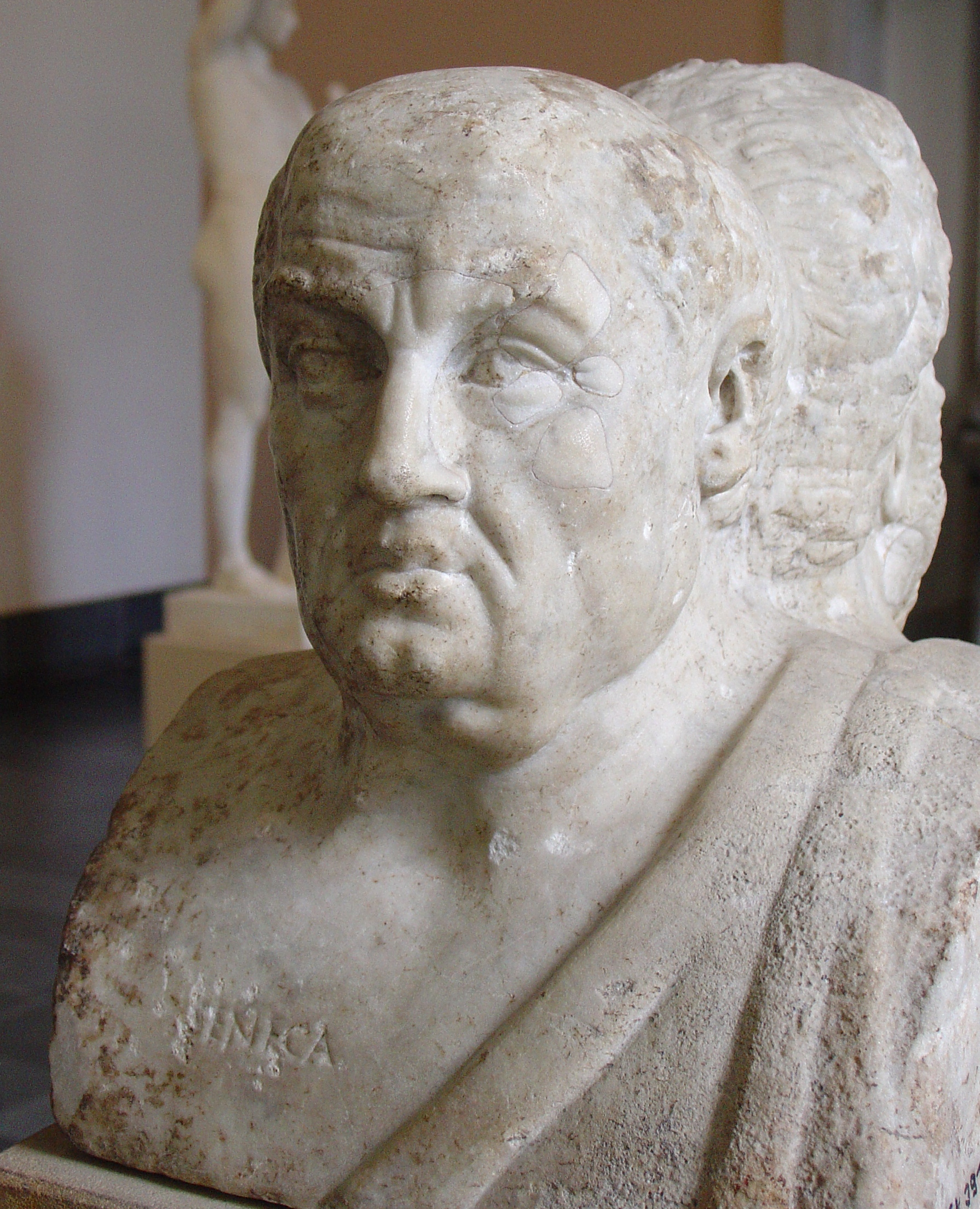
Hermès double ou bifrons, représentant Sénèque et Socrate.